# Chotdae Rock
Chotdae Rock är en kulle i Antarktis. Den ligger i Sydshetlandsöarna. Argentina, Chile och Storbritannien gör anspråk på området.
Terrängen runt Chotdae Rock är platt västerut, men åt nordost är den kuperad. Havet är nära Chotdae Rock åt sydväst. Trakten är glest befolkad. Närmaste befolkade plats är Escudero Station, 10,5 kilometer väster om Chotdae Rock. 